# 第六代諾森伯蘭伯爵亨利·珀西

第六代諾森伯蘭伯爵亨利·珀西（Henry Percy, 6th Earl of Northumberland，約1502年—1537年）是一名英格蘭貴族，珀西家族成員。起初作為主教托馬斯·沃爾西的男僕，他愛上了安妮·博林，但他父親（第五代）諾森伯蘭伯爵認為安妮·博林出身較低拒絕讓兩人結婚。他在父親安排下於1525年左右娶什魯斯伯里伯爵喬治·塔爾博特的女兒瑪麗·塔爾博特（Mary Talbot），他們沒有子女。1527年他繼承父親成為第六代伯爵。

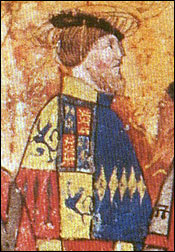
諾森伯蘭伯爵亨利·珀西

由於沒有子嗣，亨利·珀西臨終時表示將所有財產獻給國王亨利八世。諾森伯蘭伯爵爵位於1557年再度冊封予他的姪子托馬斯·珀西，第七代伯爵。